# اشکودر
اشکودر پنجمین شهر پرجمعیت آلبانی و مرکز استان و شهرستانی به همین نام در شمال غربی کشور قرار دارد. این یکی از قدیمی‌ترین شهرهای دائماً مسکونی آلبانی است، با تقریباً ۲۲۰۰ سال تاریخ ثبت شده. این شهر در سراسر دشت امبیشکودرا بین بخش جنوبی دریاچه اشکودر و دامنه‌های آلپ آلبانیایی در سواحل بونا، درین و کیر گسترده شده است. به دلیل نزدیکی به دریای آدریاتیک، اشکودر تحت تأثیر اقلیم مدیترانه‌ای فصلی با تأثیرات قاره‌ای قرار دارد.
شهر اشکودر با نام Skodra بر سرزمین‌های سنتی قبایل ایلیری آردیایی و لابیات در قرن چهارم قبل از میلاد تأسیس شد. از لحاظ تاریخی روی تپه‌ای به طول ۱۳۰ متر توسعه یافته است که به صورت استراتژیک در خروجی دریاچه اشکودر به رودخانه بونا واقع شده است. رومیان شهر را پس از جنگ سوم ایلیری در سال ۱۶۸ قبل از میلاد ضمیمه کردند، زمانی که جنتیوس توسط نیروی رومی آنیکیوس گالوس شکست خورد. در قرن سوم پس از میلاد، به دلیل اصلاحات اداری امپراتور روم دیوکلتیان، اشکودر پایتخت پروالیتانا شد. با گسترش مسیحیت در قرن چهارم پس از میلاد، اسقف‌نشینی اسکودرا تأسیس شد و در سال ۵۳۵ توسط امپراتور بیزانس، ژوستینین یکم، تصرف شد.
اشکودر به عنوان پایتخت سنتی شمال آلبانی در نظر گرفته می شود که به آن Gegëria نیز گفته می‌شود و به دلیل هنر، فرهنگ، تنوع مذهبی و تاریخ پرتلاطمش در میان آلبانیایی‌ها مورد توجه است. معماری اشکودر به ویژه تحت تسلط مساجد و کلیساها است که نشان‌دهنده درجه بالایی از تنوع مذهبی و مدارا در این شهر است. اشکودر خانه بسیاری از شخصیت‌های تأثیرگذار بود که در میان دیگران به شکل‌گیری رنسانس آلبانیایی کمک کردند.
این شهر به همراه پیرامونش برای مدتی یکی از استانهای امپراتوری عثمانی بوده است. 